# طابع كولومبي

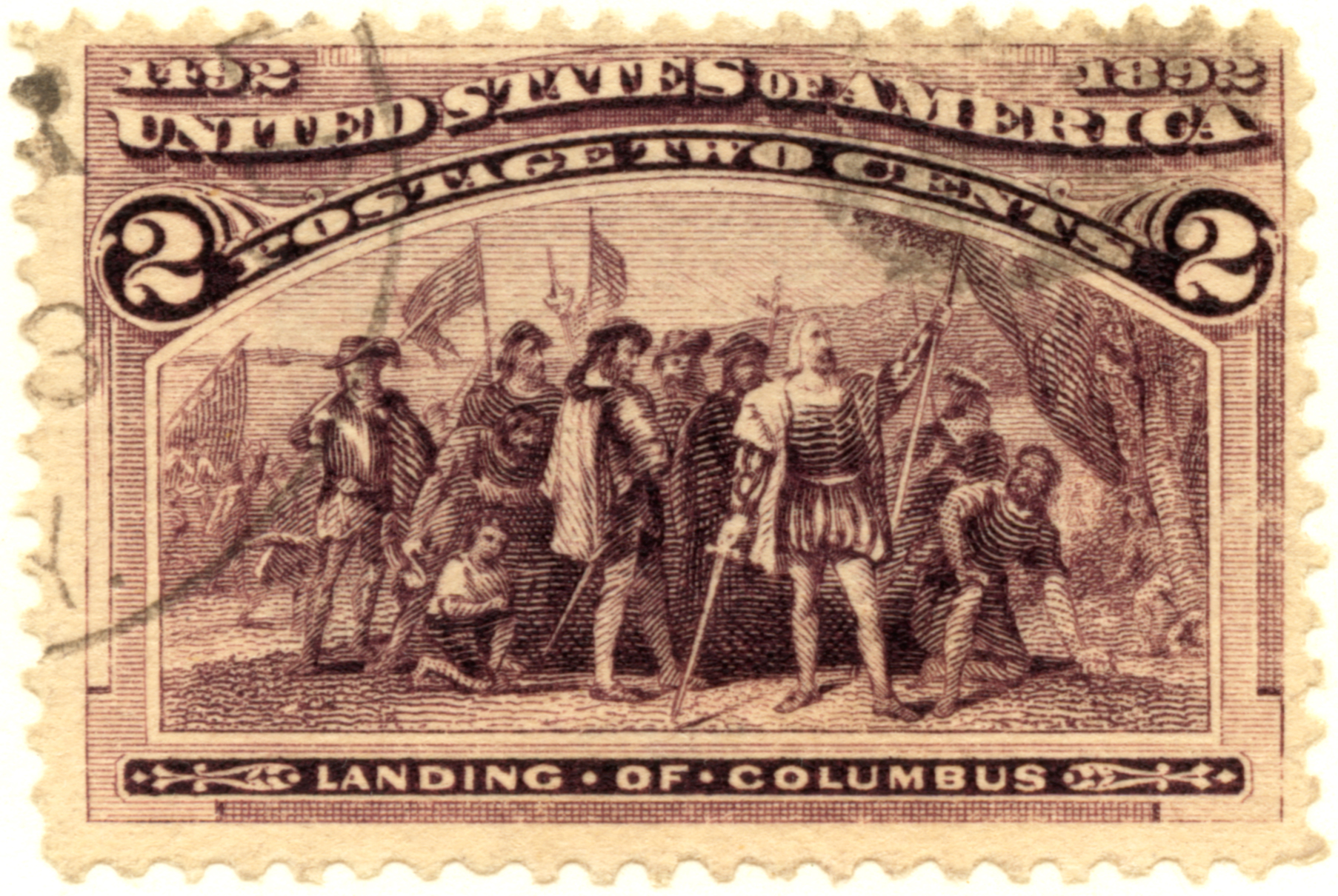
كولومبوس 2 هو الطابع الأكثر شيوعًا للإصدار الكولومبي.

الطابع الكولومبي، أو الكولومبيون، عبارة عن مجموعة من 16 طابعًا بريديًا أصدرتها الولايات المتحدة لإحياء ذكرى المعرض الكولومبي العالمي الذي أقيم في شيكاغو خلال عام 1893. وكانت الطوابع المنقوشة بدقة أول طوابع تذكارية أصدرتها الولايات المتحدة، وتصور أحداثًا مختلفة خلال مسيرة كريستوفر كولومبوس المهنية، وتحظى باهتمام كبير من قبل هواة جمع الطوابع.

## طابع 1 سنت

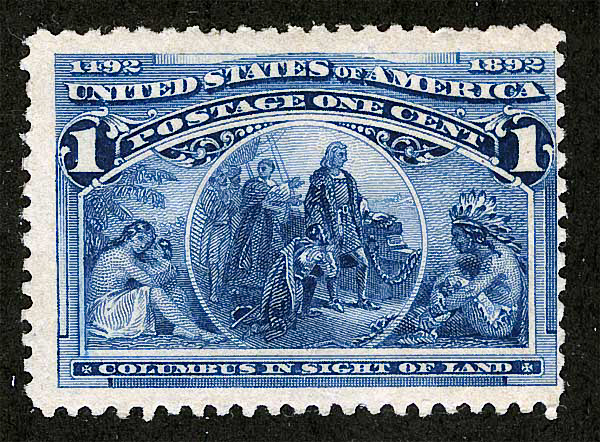

بعنوان "كولومبوس في مرأى الأرض"، استندت هذه القيمة الأدنى في المجموعة إلى لوحة رسمها ويليام هنري باول وكانت واحدة من عدة لوحات نقشها ألفريد جونز. استخدم هذا الطابع في المقام الأول لدفع رسوم بريد الدرجة الثالثة. ولأن الصور في السلسلة لم تكن مبنية على أعمال فنان واحد، فإن مظهر كولومبوس يتغير بشكل كبير بين هذا الطابع، يكون حليق الذقن للطابع بقيمة 2 سنت، وقد يكون يطلق لحية، على الرغم من الأحداث المصورة، تحدث بفارق يوم واحد فقط.

## طابع 2 سنت

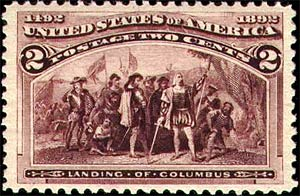

اعيد رسم لوحة جون فاندرلين "موقع كولومبوس" التي تم تفويضها من قبل الكونجرس، واستخدمت بالفعل على عملات 5 دولارات وطابع بنحو 15 سنت من عدد الصور في عام 1869. وبالتحديد، هذه هي العلامة الأكثر شيوعاً من الطابع الكولومبي، طبع منها أكثر من مليار نسخة، أكثر من 70 في المائة من إجمالي عدد طوابع الكولومبية، استخدم هذا الطابع جزئياً لدفع رسوم بريد الدرجة الأولى (البريد المحلي).

## طابع 3 سنتات

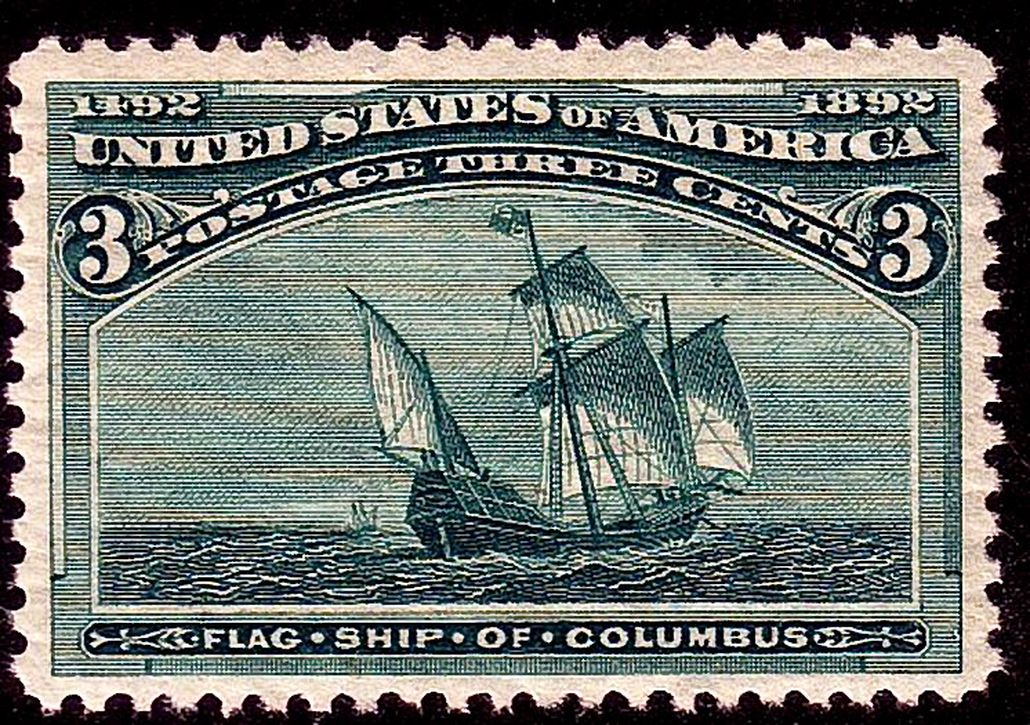

يحمل هذا الطابع صورة عنوانها "علم سفينة كولومبوس"، وهي تصور السفينة سانتا ماريا، طبع منه أكثر من 11 مليون نسخة.

## طابع 4 سنتات

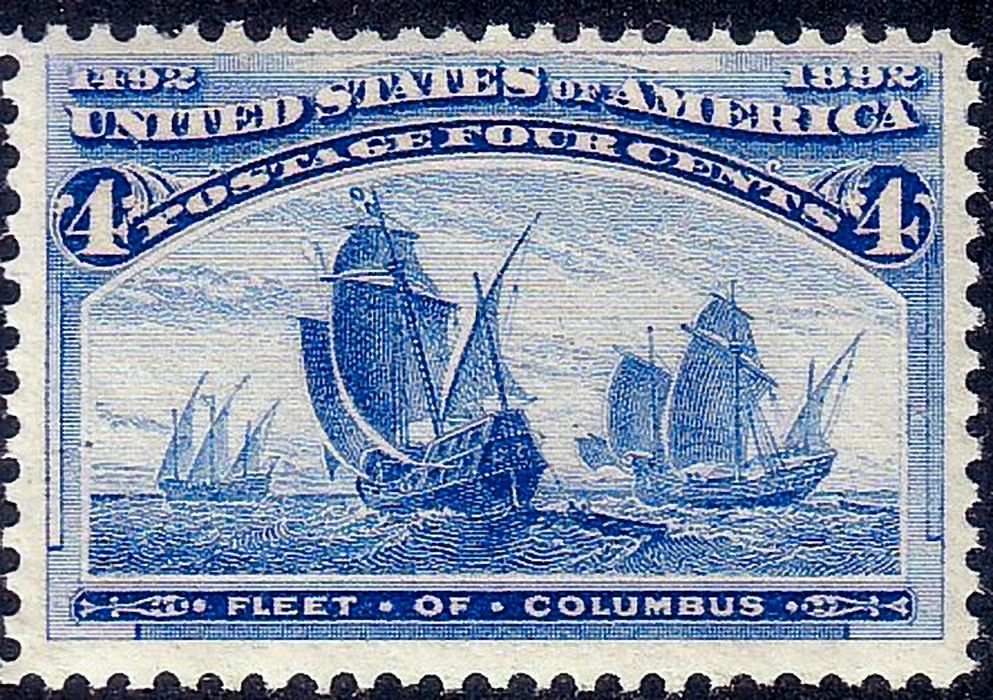
4 سنت كولومبي، فائق النعومة

هناك بعض الخلاف حول أصل تصميم "أسطول كولومبوس". مثل القيمة السابقة، تُنسب على نطاق واسع إلى نقش إسباني غير معروف. ومع ذلك، ظهرت صورة مماثلة أيضًا في كتاب أمريكي قبل حوالي ستة أشهر من المعرض. وهناك اختلافات كبيرة، وقد ذكر مؤلفو هواة جمع الطوابع الذين يبحثون في هذه القضية أنه من غير الممكن تحديد أصول التصميم بشكل قاطع باستخدام المعلومات المعروفة. ودفع الطابع نفسه سعر الدرجة الأولى للبريد ذي الوزن المزدوج.

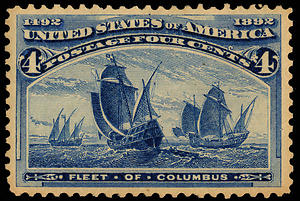
4 سنت كولومبي، الأزرق، خطأ في اللون

أهم مجموعة متنوعة قابلة للتحصيل من المجموعة موجودة أيضًا في هذه القيمة. اللون الطبيعي لهذا الختم هو الظل المعروف باسم ألترامارين. طبع عدد صغير جدًا من الطوابع بقيمة 4 سنتات بشكل خاطئ باستخدام حبر ملون خاطئ، وهو ظل أغمق بشكل ملحوظ ويشبه إلى حد كبير اللون الأزرق للطابع بقيمة 1 سنت. ويعتبر "اللون الأزرق ذو الـ 4 سنتات" نادرًا جدًا، ويباع بآلاف الدولارات، بيع بقيمة 15.750 دولارًا أمريكيًا في عام 2003، وبقيمة 9000 دولار أمريكي فقط في عام 2010.

## طابع 5 سنتات

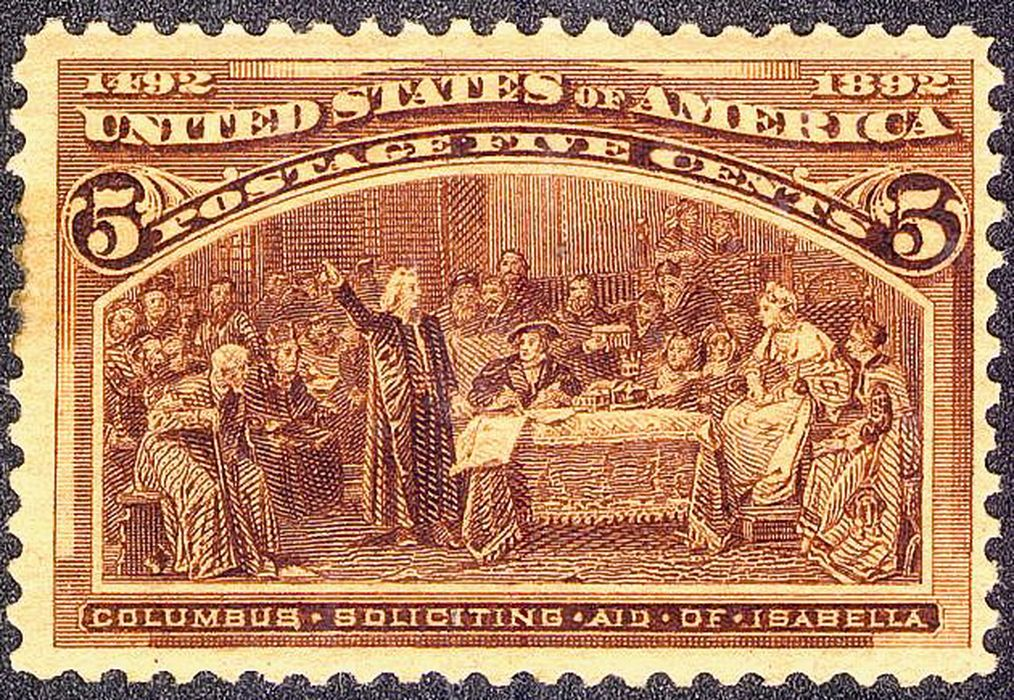

ابتكر ألفريد ميجور التصميم لهذا الطابع، بعنوان "كولومبوس يطلب المساعدة من إيزابيلا"، مستندًا إلى لوحة رسمها فاتسلاف بروجيك عام 1884 تسمى كولومبوس في بلاط فرديناند وإيزابيلا، استخدم الطابع هذا في المقام الأول لدفع السعر الدولي للاتحاد البريدي العالمي بمقدار نصف أونصة.

## طابع 6 سنتات

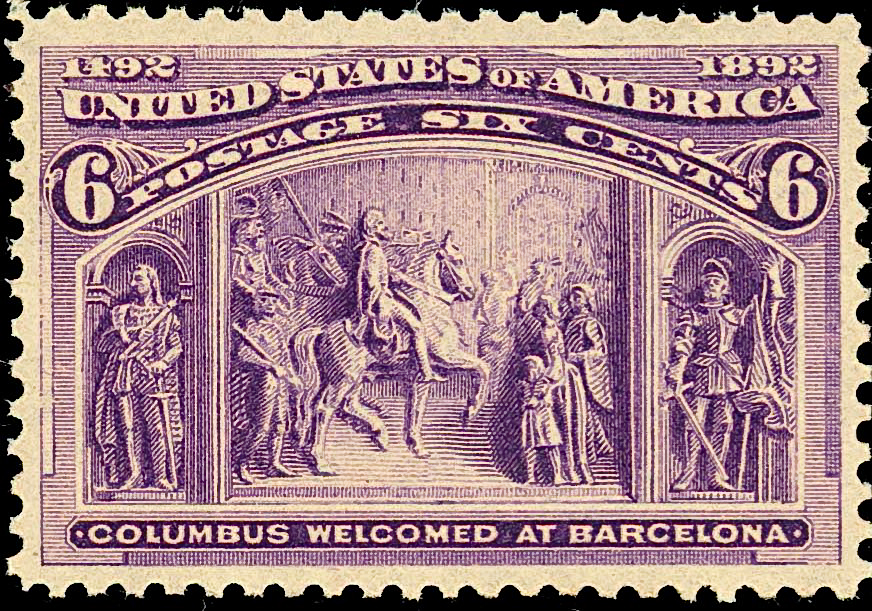
6 سنتات كولومبية، أرجوانية

خلال عام 1857، كلف راندولف روجرز بإنتاج عدد من ألواح الأبواب التي تصور رحلات كولومبوس، لتعلق في مبنى الكابيتول بالولايات المتحدة. كتب في الطابع "كولومبوس مرحباً بك في برشلونة"، مأخوذة من إحدى ألواح الأبواب، وهي السابعة من التسلسل الزمني لروجرز. الشكل المؤطر على اليسار هو الملك فرديناند ملك إسبانيا. والشخص الموجود على اليمين هو فاسكو بالبوا، وهو مستكشف إسباني مستوحى من عودة كولومبوس، ونقش روبرت سافاج التصميم المطبوع.

## طابع 8 سنتات

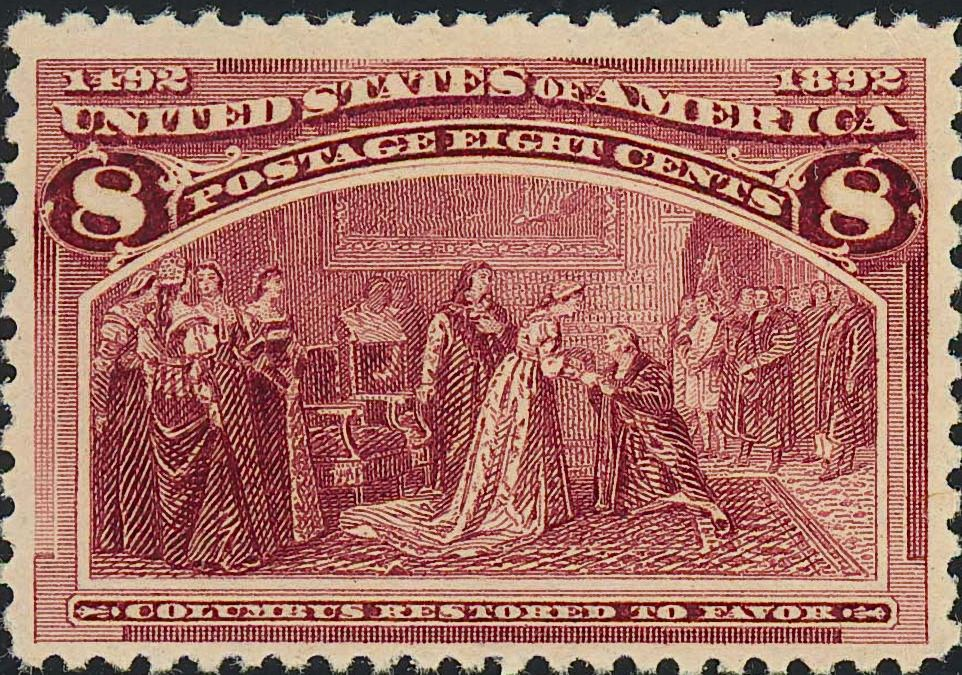

عند إصداره في الأصل، كان هناك 15 طابعًا فقط، ومع ذلك، عندما خفضت رسوم البريد المسجل في 1 يناير 1893، واستلزم ذلك إدخال طوابع بقيمة 8 سنتات. وأعداد تصميم بناءً على لوحة رسمها فرانسيسكو جوفر إي كازانوفا، وأضيف هذا الطابع الذي يحمل عنوان "عودة كولومبوس إلى صالحه" إلى الإصدار الكولومبي في مارس.

## طابع 10 سنتات

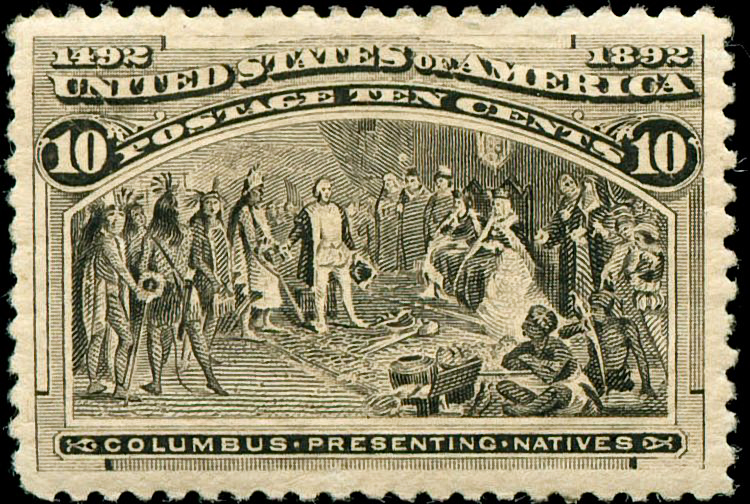

صمم هذا الطابع، "كولومبوس يقدم السكان الأصليين"، على غرار إحدى جداريات كولومبوس التي أنشأها لويجي جريجوري للمبنى الرئيسي في جامعة نوتردام بعد إعادة بنائه بسبب حريق عام 1879، وكان واحدًا من خمسة تصميمات محفورة من قبل روبرت سافاج. كان الهدف من هذه الفئة في الأصل دفع رسوم البريد المسجل. ومع ذلك، فإن التغيير في رسوم البريد المسجل الذي استلزم إدخال عملة كولومبيا البالغة 8 سنتات أدى أيضًا إلى تغيير الغرض الأكثر شيوعًا لهذه القيمة؛ وبدلاً من ذلك، دفعت رسوم البريد الكاملة للبريد المسجل من الدرجة الأولى، بدلاً من الرسوم الإضافية فقط.

## طابع 15 سنتًا

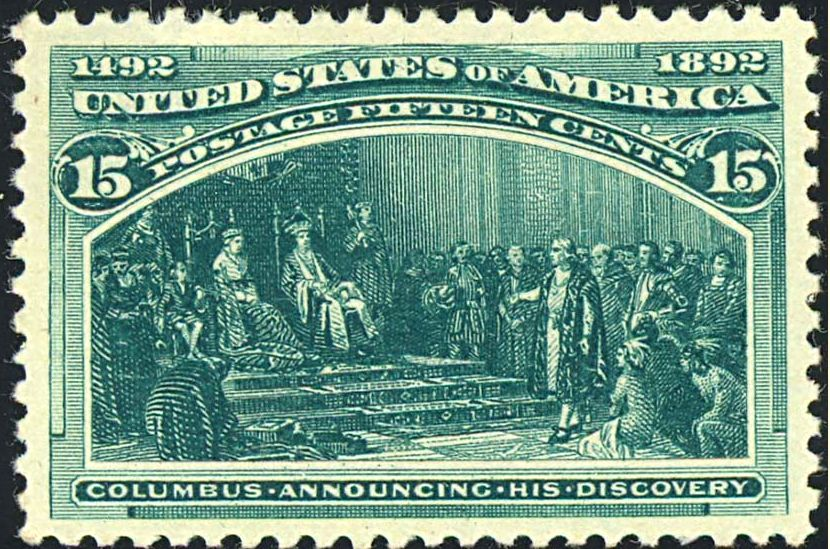

يصور "كولومبوس يعلن اكتشافه" عودته إلى المحكمة من رحلته الأولى. فقدت اللوحة الأصلية التي رسمها ريكاردو بالوكا إي كانسيكو ويعتقد أنها دمرت خلال الحرب الأهلية الإسبانية. كان الهدف منه دفع رسوم البريد مقابل الرسائل الدولية المسجلة، لكن التغيير في رسوم البريد المسجل ترك هذا الطابع مع استخدامات مباشرة أقل. على الرغم من أنها تدفع تكلفة الرسالة الدولية ذات السعر الثلاثي، إلا أنها كانت تستخدم بشكل شائع مع طوابع أخرى لتلبية الرسوم الثقيلة الأكثر تكلفة.

## طابع 30 سنتًا

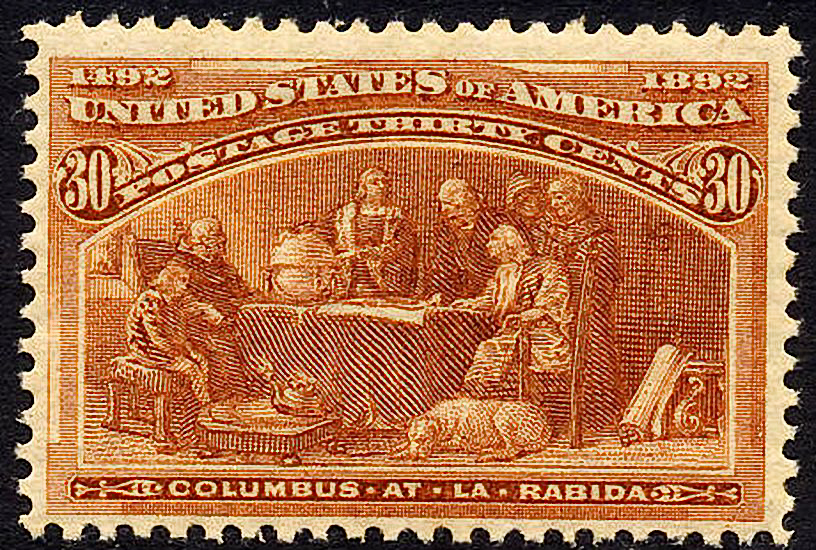

اختصر عنوان عمل الرسام فيليبي ماسو، الذي بعنوان "كولومبوس قبل الفرنسيسكان في لا رابيدا " إلى "كولومبوس في لا رابيدا"، استخدمت هذه القيمة بشكل شائع لدفع ثمن البريد إلى وجهات أجنبية باهظة الثمن.

## طابع 50 سنتًا

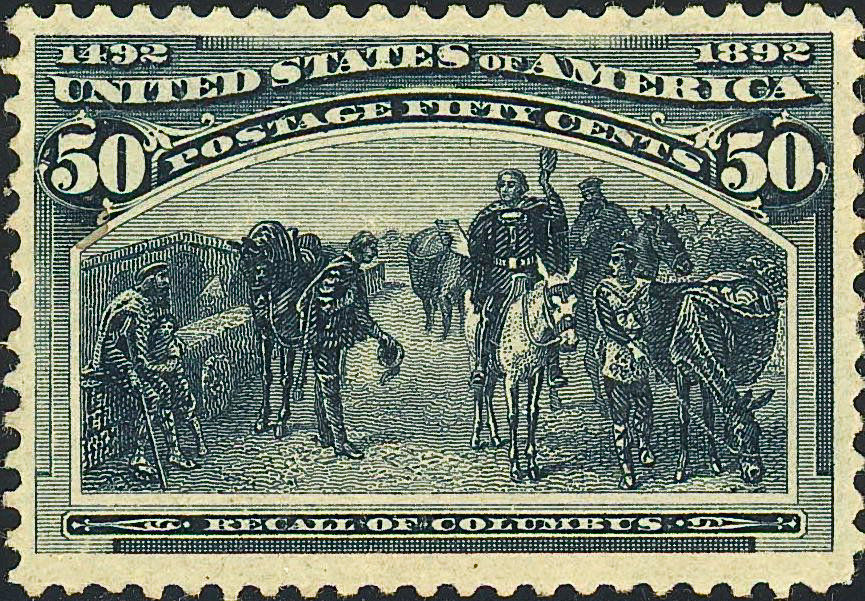

كانت لوحة أي جي هيتون أساسًا لـ "استدعاء كولومبوس"، أول طابع بريدي بقيمة 50 سنتًا أصدرته الولايات المتحدة. استخدم في المقام الأول معًا لتلبية احتياجات الشحنات ذات الوزن الثقيل أو الشحنات الدولية.

## طابع 1 دولار

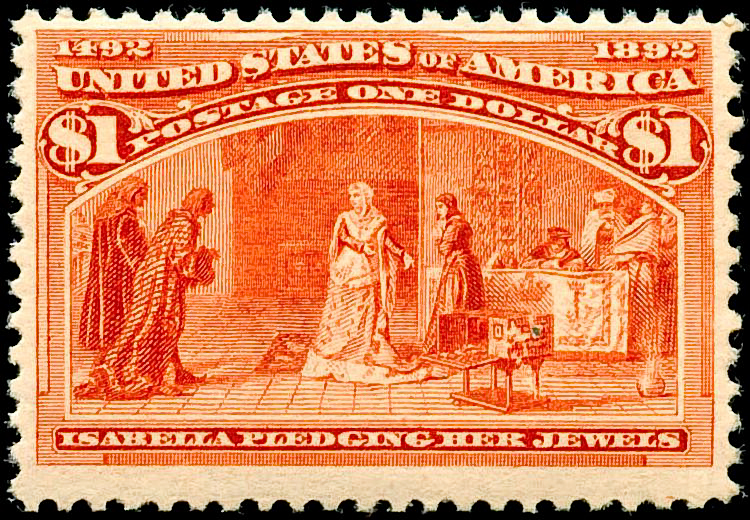

اعتمد هذا التصميم على لوحة لأنطونيو مونيوز ديغرين، هذا الطابع، مثل جميع الطوابع التي تساوي أو تزيد قيمتها عن دولار واحد في المجموعة، لم يدفع أي سعر محدد على الإطلاق.

## طابع 2 دولار

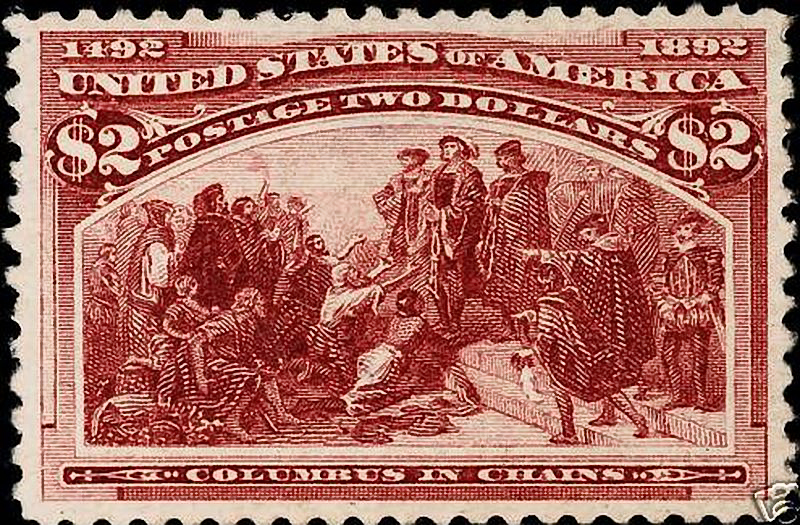

"كولومبوس مقيد بالسلاسل"، صورته مستمدة من لوحة رسمها إيمانويل لوتزي، هي واحدة من طابعين فقط في السلسلة يصوران كولومبوس على الأرض في العالم الجديد، وهو يواجه اتهامات بسوء السلوك الإداري بعد اعتقاله في سانتو دومينغو على يد فرانسيسكو دي بوباديلا.

## طابع 3 دولارات

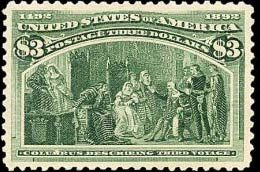
3 دولارات

كان "كولومبوس يصف الرحلة الثالثة" واحدًا من خمسة تصميمات نقشها روبرت سافاج. استند النقش إلى لوحة رسمها فرانسيسكو جوفر كازانوفا، وهو نفس الفنان الذي كلف بتصميم طابع الـ 8 سنتات.

## طابع 4 دولارات

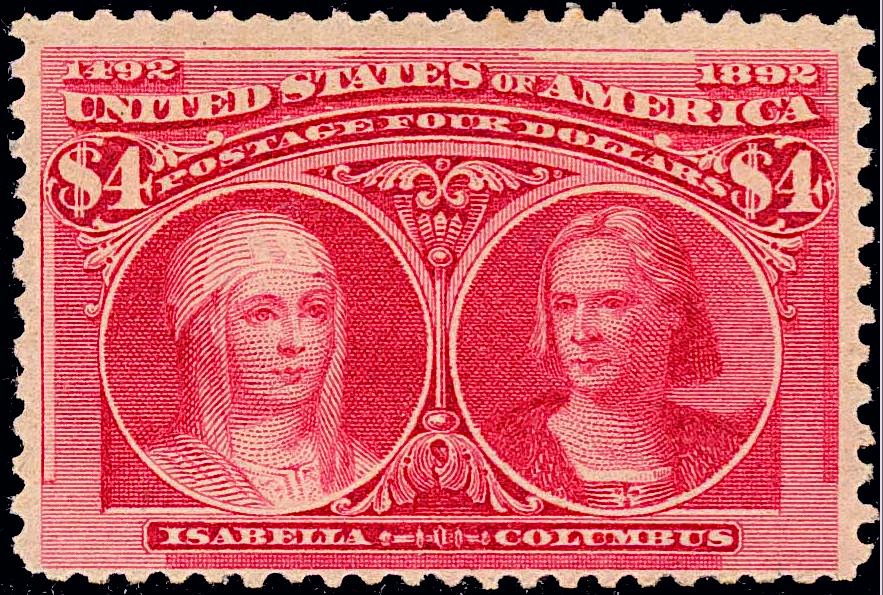
البحيرة القرمزية، بقيمة 4 دولارات

كان "إيزابيلا وكولومبوس" أول طابع بريدي أمريكي يحمل صورة امرأة. ولم يكن مكان الملكة إيزابيلا على طابع البريد الأمريكي في هذا الصدد متساويًا حتى صورت مارثا واشنطن على الصورة النهائية عام 1902. الصورة الموجودة على اليمين مقتبسة من صورة لورينزو لوتو، طبع منه 26.350 نسخة فقط، وهو أقل عدد من المجموعة.

## طابع 5 دولارات

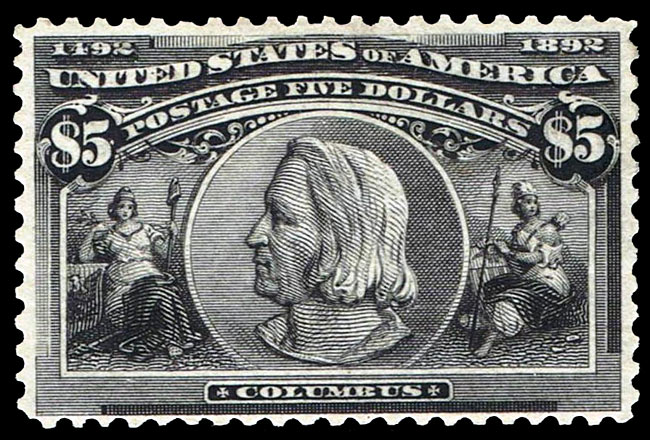

قام ألفريد جونز بنقش صورة "كولومبوس" التي كانت تواجه الاتجاه المعاكس لأعماله النقشية المماثلة في المعرض الكولومبي بنصف دولار، نقش الشكلين المؤطرين بواسطة تشارلز سكينر، طبعت منه حوالي 27.350 نسخة، وبيع منها 21.844 نسخة.

## الإصدارات ذات الصلة

### المغلفات

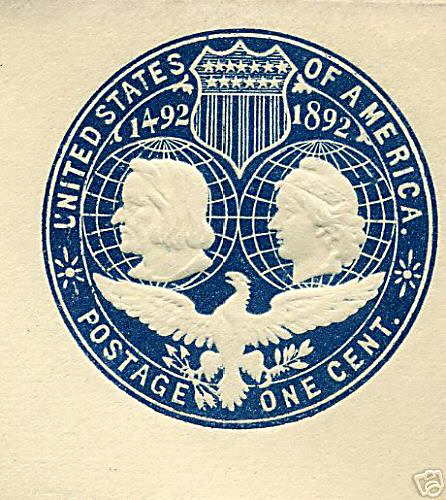
لقطة مقرّبة للتصميم من ظرف بقيمة 1 سنت

اصدرت سلسلة من أربعة أظرف، أو قرطاسية بريدية مطبوعة مسبقًا، مع مجموعة الطوابع. تضمنت هذه السلسلة قيم 1 سنت و2 سنت و5 سنت و10 سنتات.